# تالیسا گارسیا
تالیسا گارسیا (به انگلیسی: Talisa García) (زاده ۱۹۷۳) بازیگر انگلیسی متولد شیلی است.
او یک زن ترنس است.